# Sei Tempurung
Sei Tempurung is een bestuurslaag in het regentschap Asahan van de provincie Noord-Sumatra, Indonesië. Sei Tempurung telt 1193 inwoners (volkstelling 2010).